# Білопольський Борис Наумович
Борис Наумович Білопольський (справжнє по батькові Нахманович; нар. 28 серпня 1909, Харків — пом. 1978, Москва) — український радянський живописець, графік; член Асоціації революційного мистецтва України та Спілки художників України з 1930-х років.

## Біографія
Народився 28 серпня 1909 року в місті Харкові (тепер Україна). У 1924—1928 роках навчався у Харківському художньому інституті. Дипломна робота — автолітографії для альбому «Тарас Шевченко». У 1928–1941 роках працював у видавництвах «Дитвидав» і «Мистецтво». З 1943 року — в Москві.
Помер у Москві у 1978 році.

## Творчість
Працював у галузі станкового живопису й плаката. Серед робіт:
живопис
- «Мати» (1933—1934, Дніпровський художній музей);
- «28 героїв-панфіловців» (1942, Державний музей мистецтв Республіки Казахстан імені Абилхана Кастеєва);
- «На пірсі» (1963);
- «Від Радянського інформбюро» (1964);

панно
- «Збирання врожаю» (1939; декоративне панно павільона Української РСР для Всесоюзної сільськогосподарської виставки в Москві);
- «Свято» (1940);
- «Відпочинок» (1947);

графіка
- «Зустріч Т. Шевченка з І. Тургенєвим і Марком Вовчком» (1939, автолітографія);
- «На варті миру» (1959—1960, серія кольорових літографій);

плакати

Плакат «Колгоспники та одноосібники»

- «Колгоспники та одноосібники» (1932);
- «Досягнемо ще більших успіхів у справі виховання жіночих пролетарських мас в дусі боротьби за повне торжество соціалізму» (1934);
- «Отримуй, країна рідна, наш колгоспний урожай!» (1950);
- «Ми йдемо далі, вперед, до комунізму» (1950);
- "Нам потрібен мир! (1951);
- «Мир народам!» (1952);
- «Вперед, друзі, до вершин знань, щоб наш народ пишався нами!» (1953);
- «Буду механізатором!» (1955);
- «Корми про запас і приріст високий!» (1955);
- «Наші знання і сили — народу!» (1955);
- «15 січня 1959 року розпочинається Всесоюзний перепис населення. Обов'язок кожного громадянина пройти перепис!» (1958);
- «Вчитися як Ленін!» (1960);
- «На машину, товариш!» (1962);
- «Наші цілі ясні, завдання визначені. За роботу товариші!» (1962).

Брав участь у виставках з 1927 року.
Твори зберігаються в Дніпровському художньому музеї, Державному музеї мистецтв Республіки Казахстан імені Абилхана Кастеєва в Алмати, Шевченківському національному заповіднику у Каневі, фондах Російської державної бібліотеки, Рибінського державного історико-архітектурного та художнього музею-заповідника, в приватних російських і західних зібраннях.